# Château d'Hostoles
Le château d'Hostoles est un château fort médiéval en ruines situé sur la frontière de territoire entre les communes de Sant Feliu de Pallerols de Les Planes d'Hostoles, en Catalogne (Espagne). Il est classé dans l'Inventaire du patrimoine architectural de Catalogne et déclaré monument historique en tant que bien culturel d'intérêt national depuis 1949.

## Description
Le château d'Hostoles est situé sur une colline, le Puig de les Forques, qui marque la limite de territoire entre Sant Feliu de Pallerols et Les Planes d'Hostoles. Depuis cette hauteur, on peut surveiller une part importante de la vallée du Brugent, affluent du Ter. Le château est construit sur un promontoire rocheux, défense naturelle qui rend les fortifications inutiles sur plusieurs côtés du site. On ne pouvait y accéder que depuis le sud, logiquement le côté le plus massivement fortifié. Le site était alors facile à défendre avec un minimum de moyens et d'hommes. L'essentiel des vestiges sont du Moyen Âge tardif.
D'un point de vue architectural, le château d'Hostoles comprend trois enceintes, sans doute d'époques différentes. Dans la première, la plus ancienne, se distingue un donjon. Initialement de base circulaire, il est probablement reconstruit après les tremblements de terre du XVe siècle avec une nouvelle base semi-circulaire. Au pied du donjon se trouve une citerne rectangulaire, jadis couverte par un toit imperméable en opus signinum, ainsi que les fondations d'une ancienne demeure à plusieurs pièces et à un ou deux étages, sans doute celle du seigneur du lieu. Du côté nord se situent les vestiges d'un autre édifice, probablement à usage productif car on y a notamment trouvé une meule de moulin, et fermé au nord par un solide mur à usage défensif. L'ensemble des vestiges de la première enceinte datent du XIe au XVe siècle, mais certains niveaux inférieurs des murs pourraient être encore plus anciens.
La seconde enceinte communique avec la première par un escalier taillé dans la roche, encore visible. On trouve dans ce secteur, à l'ouest, un espace rectangulaire avec des meurtrières dans les murs. Le système défensif obligeait l'assaillant plus bas à emprunter un chemin étroit en zigzag et à exposer inévitablement son côté droit, non protégé par son bouclier, que l'on pouvait alors viser depuis ces ouvertures. La base de cette seconde enceinte semble avoir été construite entre les XIIe et XIIIe siècles, tandis que les parties supérieures des murs ont vraisemblablement été refaites aux XIVe et XVe siècles. Le matériau utilisé a été pris directement au pied du rocher.
Enfin, une dizaine de mètres plus bas se trouvent les restes d'une troisième enceinte, très détériorée et construite entre les XIVe et XVe siècles. Barrant le passage, elle formait une sorte de cour. À proximité subsiste une grande citerne, très bien conservée, et encore dotée de sa voute, en partie ruinée. On peut remarquer l'utilisation intelligente du relief qui, par la pente naturelle de la colline, amenait l'eau directement au sommet de la citerne, d'où elle s'y déversait par une ouverture latérale.
Les restes d'une supposée chapelle Saint-Géraud mentionnée sur le site n'ont pas encore été retrouvés.

## Histoire

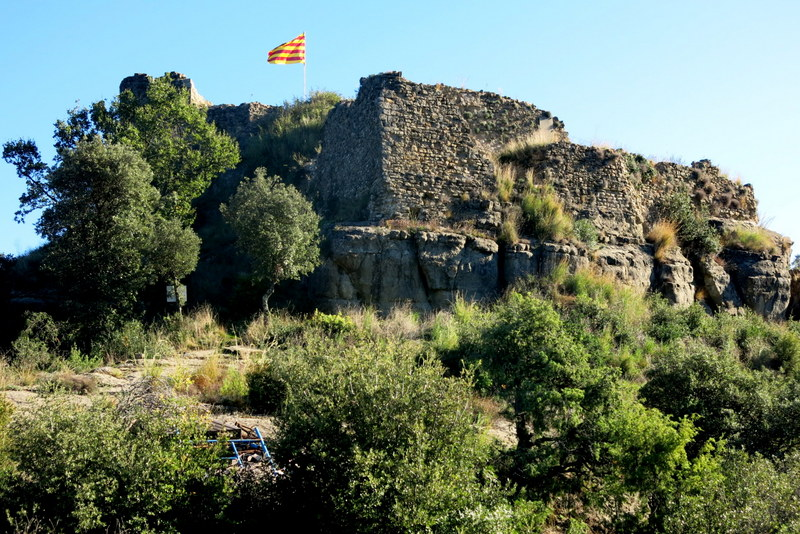
Le château en 2016

Les origines du château se trouvent sans doute dans le haut Moyen Âge, à l'époque de la Reconquista, avec la mise en place d'une première ligne de défense ayant pour double objectif de se protéger de l'ennemi musulman, mais aussi de marquer une limite de territoire entre le comté de Besalú et le comté de Barcelone, entre lesquels les conflits étaient alors nombreux.
La première mention du château remonte au XIe siècle, quand son seigneur, Miró d'Hostoles, rend hommage au comte de Barcelone, après qu'il a sans doute été inféodé au comte de Besalú, Bernard Taillefer. À cette époque, le château devait se résumer à une tour, un édifice simple servant de résidence et quelques murs de fortifications. Il passe entre les mains du sénéchal Ramon de Montcada, qui le lègue à son fils Otó en 1120. À partir de ce moment, il rentre dans les possessions de la famille des Hostoles puis dans la famille de Cartellà de 1230 à 1319, après le mariage de Dolça d'Hostoles avec Galceran de Cartellà. Il est ensuite occupé par la famille de Rocaberti.
Les relations des différents propriétaires du château avec leurs voisins, et notamment les comtes de Barcelone, n'étaient pas simples, voire souvent conflictuelles. Au XIIIe siècle par exemple, Guillem de Cartellà se dispute à plusieurs reprises avec les comtes-rois Pierre II d'Aragon et Jacques Ier d'Aragon, ayant pour effet plusieurs sièges et occupations du château par les forces royales. Les conflits se poursuivent durant tout le XIVe siècle. Les multiples tremblements de terre du XVe siècle ont sans aucun doute causé des dommages importants au château.
Durant la guerre civile catalane (1462-1472), le château est occupé à plusieurs reprises par les remences, des paysans vassaux, et notamment par leur chef Francesc de Verntallat qui en fait un de ses principaux bastions. À la fin du conflit, le château rentre brièvement dans le domaine royal, avant d'être concédé à Francesc de Verntallat qui devient vicomte d'Hostoles, puis repris lorsque le roi décide de lui retirer tous ses privilèges. Lors d'une nouvelle révolte en 1485, le château est encore occupé quelques mois par les paysans. Il est ensuite abandonné, ayant perdu sa fonction militaire et tombe peu à peu en ruines. Il ne sert alors plus que de refuge aux bergers et contrebandiers des environs. À partir de 2011, la députation de Gérone entame une campagne de fouilles et de restauration du site.